# كينيث نوريس
كينيث نوريس (بالإنجليزية: Kenneth Norris)‏ هو عداء مسافات طويلة بريطاني، ولد في 11 يوليو 1931.

## وصلات خارجية
- كينيث نوريس على موقع رابطة إحصائيات سباق الطريق (الإنجليزية)
- كينيث نوريس على موقع أوليمبيديا (الإنجليزية)
- كينيث نوريس على موقع اللجنة الأولمبية البريطانية (الإنجليزية)